# Een deerne in lokkend postuur
Een deerne in lokkend postuur. Persoonlijke kroniek 1999 is een boek van Maarten 't Hart uit 2000. Het bestaat uit dagboekachtige notities, anekdotes, herinneringen, portretten, meningen en beschouwingen. Het verscheen in de reeks Privé-domein voor autobiografisch werk.

## Inhoud
De inhoud is autobiografisch en betreft zowel het leven van de auteur als diens opinies. Voor zover die opinies en ervaringen andere mensen betreffen, nemen ze soms de gedaante van portretten aan, zoals van Eduard Bomhoff (p. 16-18) en F.B. Hotz (p. 19-23).

## Fragmenten en notities
Het boek is verdeeld in een reeks van korte notities, van een alinea of een bladzijde, die gedateerd zijn van 1 januari tot en met 31 december 1999. Elke notitie is voorzien van een kopje dat het onderwerp van de notitie aangeeft. Door deze opzet houdt het boek het midden tussen een dagboek en het soort fragmenten zoals Karel van het Reve die schreef. Terugkerende onderwerpen zijn klassieke muziek, literatuur, het wonen in de polder, gezondheid. Speciale notities zijn die waarin de auteur uiteenzet wat volgens hem de tien beste boeken van de twintigste eeuw zijn (p. 112-114) en die waarin hij uiteenzet wat naar zijn mening de vijf grootste componisten uit de geschiedenis zijn (p. 246).

## Excursies
De organisatie als dagboek wordt geregeld doorbroken door zogenoemde 'Excursies': intermezzo's van langere adem, een aantal pagina's, die niet binnen de dagboekopzet passen omdat ze bijvoorbeeld een herinnering van vroeger bevatten. Ook zijn er excursies van essayistische aard. De excursies zijn:
- 'Een voorval in de Haarlemmerstraat' (p. 9-15). Waarin een meisje voor een etalage zich omdraait en de jonge student Maarten 't Hart een glimlach schenkt. Deze loopt door, maar besluit even later toch de fiets te pakken en terug te gaan naar het meisje. Hij ziet haar weer voor de deur van haar woning, waar hij door een potige man wordt weggejaagd.
- 'Televisiepresentator' (p. 23-29). Herinneringen aan de tijd dat de auteur een boekenprogramma op de televisie presenteerde, waar hij tot zijn spijt mee moest ophouden vanwege hartproblemen.
- 'De jacht op het rijbewijs' (p. 45-56). Over de vergeefse pogingen van de auteur het rijbewijs te halen.
- 'De Klinkenbergerpolder in Warmond' (p. 68-79). Over de recente geschiedenis en veranderingen in het landschapsbeheer van de polder waar de auteur woont.
- 'Curriculum morborum' (p. 100-111). Over de vrees van de auteur voor geneesmiddelen en hun (bij)werkingen.
- 'Is Kant riskant?' (p. 128-140). Over de afkeer van de auteur voor filosofie in het algemeen en enkele filosofen in het bijzonder.
- 'Fosfor' (p. 149-155). Over de middelbareschooljaren, 1957-1962.
- 'Vrouwendienst?' (p. 168-177). Essay over leeslust, dat uitmondt in een ode aan alle lieftallige bibliothecaressen die de auteur in zijn leven heeft ontmoet.
- 'Wiesje Langmaat' (p. 191-195). Over de trilogie Reis door de Nacht van Anne de Vries, die 't Hart als achtjarige las.
- 'Een nieuw New Grub Street' (p. 212-219). Overwegingen over broodschrijverij naar aanleiding van George Gissings boek hierover.
- 'Poëzie' (p. 232-237). Over de voorkeuren van de auteur wat poëzie betreft.
- 'De platenclub' (p. 248-255). Over de club van muziekliefhebbers die hun luisterervaringen met elkaar delen.

De grens tussen de notities en de excursies lijkt eerder bepaald door de lengte dan door de inhoud. Zo had de uitgebreide notitie over 'Gezondheidswaan' (p. 82-84), die geen betrekking heeft op een bepaalde dag, evengoed een excursie kunnen zijn.

## Titelverklaring
De titel is voor meerdere uitleg vatbaar, maar is ontleend aan een uitspraak van Multatuli die in de notitie van 1 mei wordt geciteerd: 'Mooi schrijven in van dat bevallige, behaagzieke sierproza "als van een deerne die zich voor geld in lokkend postuur stelt" zoals Multatuli zo treffend zegt' (p. 80). Als voorbeelden van dit type proza geeft de auteur Cees Nooteboom en Adriaan van Dis.

## Bron
Maarten 't Hart. Een deerne in lokkend postuur. Persoonlijke kroniek 1999. Privé-domein Nr. 236. Amsterdam en Antwerpen: Uitgeverij De Arbeiderspers 2000. ISBN 9029521724